# Pollenia atrata
Pollenia atrata är en tvåvingeart som först beskrevs av Robineau-desvoidy 1830.  Pollenia atrata ingår i släktet vindsflugor, och familjen spyflugor.
Artens utbredningsområde är Frankrike. Inga underarter finns listade i Catalogue of Life.